# 안도 시게키요
안도 시게키요(일본어: 安藤信馨, 1768년 12월 5일 ~ 1812년 11월 25일)는 일본 에도 시대의 다이묘로, 이와키 다이라 번의 2대 번주이다. 노부키요(信馨)로도 불린다.
선대 번주 안도 노부나리의 둘째 아들로 태어났다. 형인 노부아쓰가 폐적되면서 시게키요가 세자가 되었다. 1810년에 아버지가 사망함에 따라 번주직을 계승하였으나, 그 또한 1812년 음력 10월 22일에 45세의 나이로 사망하였다. 맏아들 노부오키도 시게키요의 사망 한 달 전에 요절했고, 다섯째 아들 노부요리도 아직 나이가 어렸기 때문에, 형 노부아쓰의 맏아들 안도 노부요시가 그 뒤를 이었다.
| 전임 안도 노부나리 | 제2대 이와키 다이라 번 번주 (안도가) 1810년 ~ 1812년 | 후임 안도 노부요시 |